# Titularbistum Hilta
Hilta (ital.: Ilta) ist ein Titularbistum der römisch-katholischen Kirche.
Es geht zurück auf einen untergegangenen Bischofssitz in der gleichnamigen antiken Stadt, die in der römischen Provinz Africa proconsularis (heute nördliches Tunesien) lag. Der Bischofssitz war der Kirchenprovinz Karthago zugeordnet.
| Titularbischöfe von Hilta |                               |                                                                       |                   |                   |
| Nr.                       | Name                          | Amt                                                                   | von               | bis               |
| 1                         | Norberto Forero y García      | Weihbischof in Nueva Pamplona (Kolumbien)                             | 7. Juli 1951      | 27. Mai 1956      |
| 2                         | Napoléon-Alexandre Labrie CIM | emeritierter Bischof von Golfe St-Laurent (Kanada)                    | 7. Dezember 1956  | 23. November 1970 |
| 3                         | Józef Kazimierz Kluz          | Weihbischof in Danzig (Polen)                                         | 12. Mai 1972      | 5. Dezember 1982  |
| 4                         | Rafael Eleuterio Rey          | Weihbischof in Mendoza (Argentinien)                                  | 30. April 1983    | 18. Dezember 1991 |
| 5                         | Thomas Nguyên Van Trâm        | Weihbischof in Xuân Lộc (Vietnam)                                     | 6. Mai 1992       | 22. November 2005 |
| 6                         | Abdo Arbach BC                | Exarch der Melkitischen Griechisch-Katholischen Kirche in Argentinien | 17. Oktober 2006  | 11. November 2006 |
| 7                         | Christophe Zoa                | Weihbischof in Yaoundé (Kamerun)                                      | 30. November 2006 | 4. Dezember 2008  |
| 8                         | Gérald Cyprien Lacroix ISPX   | Weihbischof in Québec (Kanada)                                        | 7. April 2009     | 22. Februar 2011  |
| 9                         | John Sherrington              | Weihbischof in Westminster (Großbritannien)                           | 30. Juni 2011     | 5. April 2025     |